# 대전 동구의 국회의원

## 행정구역 변천
- 1977년 9월 1일 충청남도 대전시 동구 설치
- 1983년 2월 15일 대덕군 회덕면이 대전시 동구에 편입
- 1989년 1월 1일 동구 구.회덕면(오정동·대화동 포함)이 신설 대덕구에 편입, 대덕군 산내면 일부·동면을 편입하여 '대전직할시 동구'로 승격
- 1995년 1월 1일 대전광역시 동구

## 대전 동구의 역대 국회의원 일람
| 대수   | 이름           | 소속정당     | 임기                               | 선거구역 | 개표결과  |
| ------ | -------------- | ------------ | ---------------------------------- | --- | --------- |
| 제10대 | 임호(林湖)     | 무소속       | 1979년 3월 12일 - 1980년 10월 27일 | 대전시 동구·중구 일원(제1선거구) |           |
| 제10대 | 김용태(金龍泰) | 민주공화당   | 1979년 3월 12일 - 1980년 8월 27일  | 대전시 동구·중구 일원(제1선거구) |           |
| 제11대 | 남재두(南在斗) | 민주정의당   | 1981년 4월 11일 - 1985년 4월 10일  | 대전시 동구 일원(제1선거구) |           |
| 제11대 | 박완규(朴完奎) | 민주한국당   | 1981년 4월 11일 - 1985년 4월 10일  | 대전시 동구 일원(제1선거구) |           |
| 제12대 | 송천영(宋千永) | 신한민주당   | 1985년 4월 11일 - 1988년 5월 29일  | 대전시 동구 일원(제1선거구) |           |
| 제12대 | 남재두(南在斗) | 민주정의당   | 1985년 4월 11일 - 1988년 5월 29일  | 대전시 동구 일원(제1선거구) |           |
| 제13대 | 김현(金炫)     | 신민주공화당 | 1988년 5월 30일 - 1992년 5월 29일  | 대전시 동구 갑: 원동, 인동, 효동, 신흥동, 판암동, 용운동, 대1동, 대2동, 자양동, 신안동, 소제동, 정동, 중동                          |           |
| 제13대 | 윤성한(尹星漢) | 신민주공화당 | 1988년 5월 30일 - 1992년 5월 29일  | 대전시 동구 을: 삼성1동, 삼성2동, 가양1동, 가양2동, 용전동, 성남1동, 성남2동, 홍도동, 오정동, 대화동                                |           |
| 제14대 | 남재두(南在斗) | 민주자유당   | 1992년 5월 30일 - 1996년 5월 29일  | 동구 갑: 원동, 인동, 효동, 신흥동, 판암동, 용운동, 대1동, 대2동, 자양동, 신안동, 소제동, 정동, 중동, 추동, 세천동, 산내동           |           |
| 제14대 | 송천영(宋千永) | 민주당       | 1992년 5월 30일 - 1996년 5월 29일  | 동구 을: 가양1동, 가양2동, 용전동, 성남1동, 성남2동, 홍도동, 삼성1동, 삼성2동                                                       |           |
| 제15대 | 김칠환(金七煥) | 자유민주연합 | 1996년 5월 30일 - 2000년 5월 29일  | 동구 갑: 원동, 인동, 효동, 신흥동, 판암1동, 판암2동, 용운동, 대1동, 대2동, 자양동, 신안동, 소제동, 정동, 중동, 추동, 세천동, 산내동 |           |
| 제15대 | 이양희(李良熙) | 자유민주연합 | 1996년 5월 30일 - 2000년 5월 29일  | 동구 을: 가양1동, 가양2동, 용전동, 성남1동, 성남2동, 홍도동, 삼성1동, 삼성2동                                                       |           |
| 제16대 | 이양희(李良熙) | 자유민주연합 | 2000년 5월 30일 - 2004년 5월 29일  | 동구 일원 | 결과 보기 |
| 제17대 | 선병렬(宣炳烈) | 열린우리당   | 2004년 5월 30일 - 2008년 5월 29일  | 동구 일원 | 결과 보기 |
| 제18대 | 임영호(林榮鎬) | 자유선진당   | 2008년 5월 30일 - 2012년 5월 29일  | 동구 일원 | 결과 보기 |
| 제19대 | 이장우(李莊雨) | 새누리당     | 2012년 5월 30일 - 2016년 5월 29일  | 동구 일원 | 결과 보기 |
| 제20대 | 이장우(李莊雨) | 새누리당     | 2016년 5월 30일 - 2020년 5월 29일  | 동구 일원 | 결과 보기 |
| 제21대 | 장철민(張喆敏) | 더불어민주당 | 2020년 5월 30일 - 2024년 5월 29일  | 동구 일원 | 결과 보기 |
| 제22대 | 장철민(張喆敏) | 더불어민주당 | 2024년 5월 30일 ~ 현재             | 동구 일원 | 결과 보기 |

## 같이 보기
- 대전시의 국회의원
- 동구 갑 (대전)
- 동구 을 (대전)
- 동구 (대전 선거구)
- 대전 중구의 국회의원
- 대전 서구의 국회의원
- 대전 대덕구의 국회의원
- 대전 유성구의 국회의원